# Paul Roitzsch
Paul Roitzsch (* 28. März 1888 in Reinsberg; † 26. Dezember 1979 in Berlin) war ein deutscher Lehrer, Archivar und Heimatforscher.

## Leben
Roitzsch besuchte das Lehrerseminar in Nossen. Nach der Wahlfähigkeitsprüfung wurde er Lehrer an der Volksschule in Marienberg. Später unterrichtete er an der Fortbildungs- und Gewerbeschule, der Realschule und zuletzt an der Sonderschule, in dieser Zeit wirkte er auch als Schulleiter bzw. Direktor. Außerdem absolvierte Roitzsch ein Studium der Heilpädagogik an der Universität Leipzig. Bis 1955 war Paul Roitzsch als Oberlehrer tätig.
Daneben widmete er sich der Heimatforschung, insbesondere der Flurnamenforschung. Im Ehrenamt leitete Roitzsch von 1923 bis 1961 das neu gegründete Heimatmuseum in Marienberg. Außerdem war er seit 1912 archivarisch tätig. Nach seiner Ablegung der staatlichen Prüfung als Kreis- und Stadtarchivar im Jahre 1947 wirkte Roitzsch bis 1968 als Stadtarchivar von Marienberg.
1928 berief ihn Theodor Frings zum Mitarbeiter bei der Gemeinschaftsarbeit sächsischer Mundartforschung; ab 1950 arbeitete Roitzsch erneut auf diesem Gebiet. Roitzsch war Mitglied des wissenschaftlichen Ausschusses für volkskundliche Forschung und Mitarbeiter beim Atlas der deutschen Volkskunde. Außerdem beschäftigte er sich mit dem Erzbergbau im Marienberger Bergrevier. 
Paul Roitzsch verfasste eine 22-bändige Geschichte der Stadt Marienberg mit 3150 Seiten und 552 Abbildungen, die ungedruckt blieb. Zwölf Bände stellen die Entstehung und Entwicklung des städtischen Gemeinwesens dar, ergänzt mit einer 10-bändigen Häuserchronik. Er ist Autor des Manuskripts Die Marienberger Fundgruben und Stolln in der Zeit von 1525–1907. Im Auftrag des Marienberger Stadtrats verfasste Roitzsch die Festschrift zum 400-jährigen Stadtjubiläum. Daneben legte er mehrere heimatgeschichtliche Publikationen über das mittlere Erzgebirge vor.

## Ehrungen
In Marienberg wurde eine Straße nach ihm benannt.

## Publikationen
- Festschrift zur Feier des 400-jährigen Bestehens der Stadt Marienberg 1521–1921, Neubert & Mehner Marienberg 1921
- Marienberg und Umgebung, Erzgebirgsverein Marienberg 1927
- Auf wilder Wurzel, (Bd. 1 der Erzgebirgischen Natur- und Kulturbilder aus dem Verwaltungsbezirke der Amtshauptmannschaft Marienberg), Glückauf Verlag Schwarzenberg 1929
- Marienberger Landkreisheft, Marienberg 1939
- Die Marienkirche zu Marienberg, Union-Verlag Berlin 1977 (Heft 76 der Reihe „Das christliche Denkmal“)
- Übersicht über die Bestände des Stadtarchivs Marienberg (Heft 1 der Bestandsübersichten der Stadt- und Kreisarchive im Bezirk Karl-Marx-Stadt), 1970
- Marienberg, Rat der Stadt Marienberg 1967
- zus. mit Walter Ficker: Festschrift zum Schulfest anläßlich der 75-Jahr-Feier der unteren Schule zu Großrückerswalde vom 18. bis 22. September 1957, Großrückerswalde 1957